# Kansas City Southern Railway

A vasúttársaság vasútvonalai

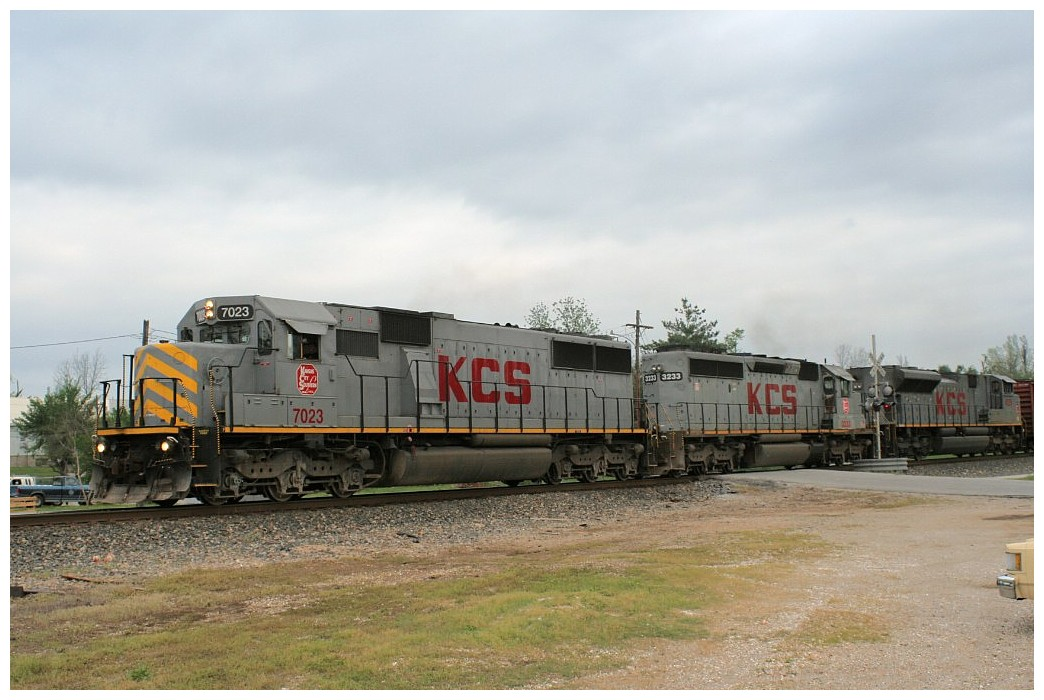
A Kansas City Southern Railway egyik tehervonata három EMD SD50 sorozatú dízelmozdonnyal

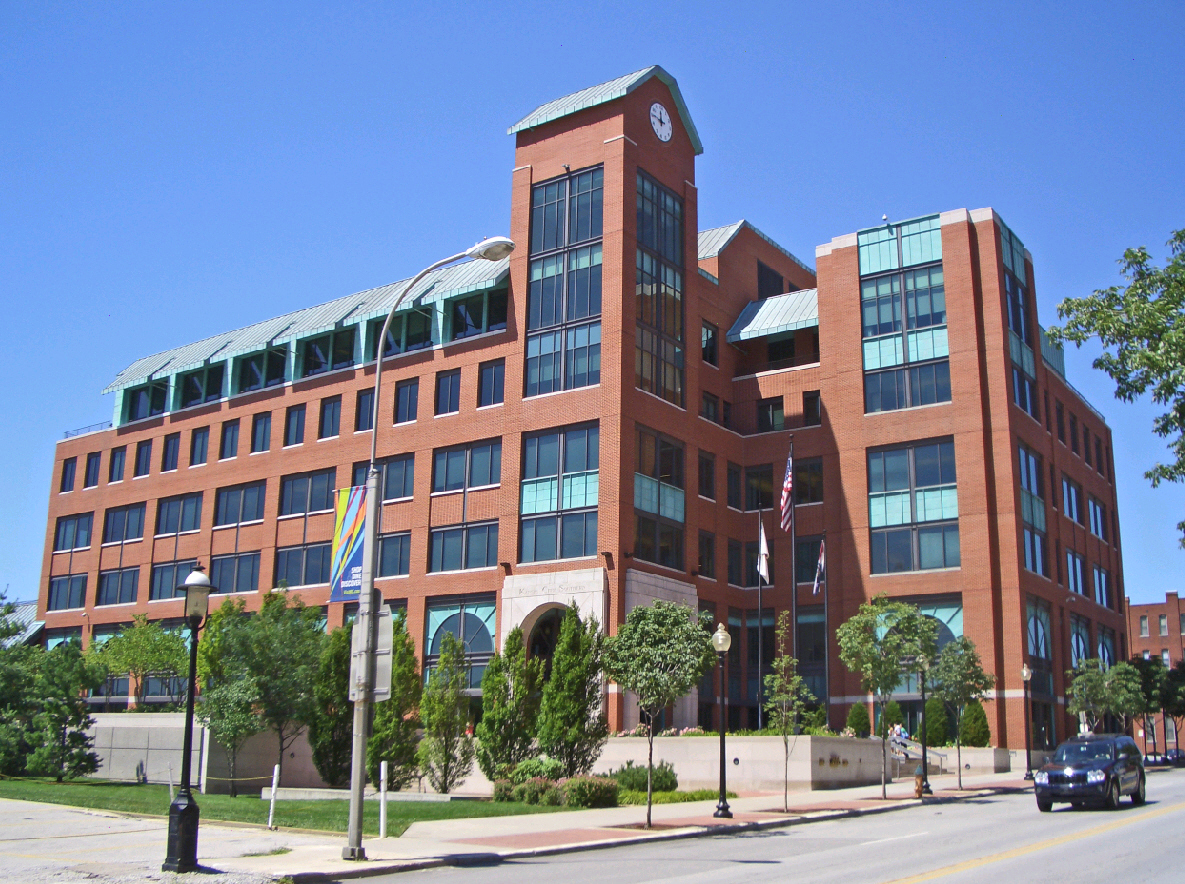
A társaság székháza Kansas Cityben (Missouri)

A Kansas City Southern Railway, vagy rövidítve a KCS, egy vasúttársaság volt az Amerikai Egyesült Államokban és Mexikóban. Székhelye Kansas Cityben, (Missouri) van. 1887. július 1-jén alakult. Összesen körülbelül 5 000 km-nyi vasúti pályát üzemeltetett és körülbelül 2700 alkalmazottat foglalkoztatott az USA-ban és Mexikóban. Ez volt a legkisebb első osztályú vasúttársaság. A Kansas City Southern Railwaynek 430 mozdonya és 15 000 teherkocsija volt.
A Canadian Pacific Railway 2021 decemberében 31 milliárd dollárért felvásárolta KCS-t. A két vasúttársaság 2023. április 14-én egybeolvadt, megalapítva ezzel a CPKC Railwayt, az első olyan vasúttársaságot, amely Kanadában, az Egyesült Államokban és Mexikóban is közvetlenül üzemel.

## Vállalatvezetők
A társaságnak 1889-től számos vezetője volt:
- Edward L. Martin (1889–1897)
- Arthur Stilwell (1897–1900)
- Samuel W. „Colonel” Fordyce (1900)
- Stuart R. Knott (1900–1905)
- Job A. Edson (1905–1918)
- Leonor F. Loree (1918–1920)
- Job A. Edson (1920–1927)
- Charles E. Johnston (1928–1938)
- Harvey C. Couch (1939)
- C.P. „Pete” Couch (1939–1941)
- William N. Deramus, Jr. (1941–1961)
- William N. Deramus III (1961–1973)
- Thomas S. Carter (1973–1986)
- William N. Deramus IV (1986–1990)
- Landon H. Rowland (1990–1991)
- George W. Edwards (1991–1995)
- Michael R. Haverty (1995–2005)
- Arthur L. Shoener (2005–2008)
- Dave Starling (2008–2015)
- Patrick J. Ottensmeyer (2015–2023)